# Olga Lander
Olga Alexandrovna Lander (10 de abril de 1909 - 19 de setembro de 1996) foi uma fotógrafa documentarista e jornalista judia soviética de segunda geração que estudou fotografia com Moses Nappelbaum e David Sternberg. Durante a Segunda Guerra Mundial, Lander foi uma fotojornalista e correspondente do front da Grande Guerra Patriótica. Lander acompanhou a Frente Ucraniana 3 a áreas incluindo Kursk, Odessa e Viena. Ela fotografou uma ampla gama de atividades, incluindo soldados distinguidos, eventos oficiais, ação de unidades avançadas no campo de batalha e atividades cotidianas que incluíam soldados, mecânicos, pessoal médico e artistas de palco.
Durante a guerra, Lander alcançou o posto de tenente. Ela foi condecorada com medalhas por seu trabalho fotojornalístico, incluindo a de Cavaleira da Ordem da Estrela Vermelha e da Ordem da Guerra Patriótica, 2ª Classe. Após a guerra, trabalhou na Exposição das Realizações da Economia Nacional (VDNH) e como fotógrafa para o jornal Sovetskaya Rossiya. Aposentou-se em 1974 e publicou uma memória de sua vida, Frontovymi dorogami, em 1986.

## Primeiros anos e educação
Lander era filha do fotógrafo judeu Aleksandr Issajewitch Lander e sua esposa Yevgenija Issakovna, sendo considerada uma fotojornalista judia soviética de segunda geração. Após se formar no ensino médio em Samara, ela se mudou para Moscou para frequentar a Academia Estatal Stroganov de Artes Industriais e Aplicadas de Moscou em 1927. Ela também começou a trabalhar com o fotógrafo e tornou-se aluna e assistente de.
A partir de 1930, Lander trabalhou para o estúdio de cinema Tadshikfilm, viajando pela Ásia Central. Inicialmente, trabalhou como assistente de laboratório fotográfico para o jornal Komsomolskaya Pravda, mas logo se tornou correspondente fotográfica, viajando amplamente pela União Soviética.

## Carreira

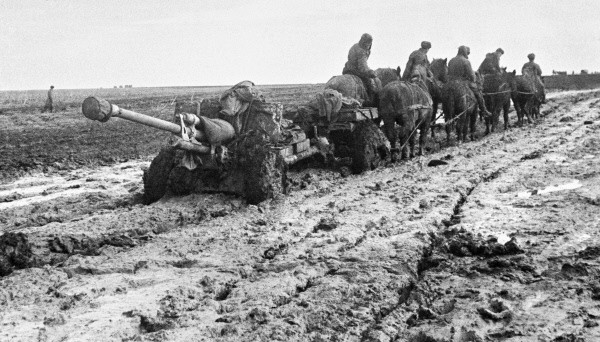
A artilharia é puxada para novas posições por cavalos, fotografia de Olga Lander, 1942

Após a invasão da URSS pelos nazistas em junho de 1941, Lander foi evacuada para Tashkent. Ela apelou repetidamente para ser transferida para uma área mais ativa e, até 1942, havia retornado a Moscou. Ela quebrou o protocolo e se voluntariou para ser enviada para o front com o jornal militar Sovetsky Voin (Soldado Soviético). Lander recebeu um uniforme militar e insígnias e, às vezes, foi acompanhada por uma escolta militar fornecida pela unidade do exército que estava cobrindo. Ela foi uma das poucas fotógrafas que serviu continuamente sem retornar aos escritórios editoriais.
Lander é uma das cinco fotógrafas conhecidas por terem servido no front, entre 200 fotógrafos de guerra. As outras mulheres eram Olga Ignatovich, Galina Sankova, Yelizaveta Mikulina e Natasha Bode. Durante grande parte da guerra, as fotografias de Lander foram publicadas com o crédito de "O. Lander", o que não indicava seu gênero. Em março de 1944, ela foi creditada como "Olga Lander".
Lander acompanhou a 3ª Frente Ucraniana, documentando grandes engajamentos incluindo a Batalha de Kursk, a Ofensiva de Odessa, a Ofensiva de Viena e os combates em Kiev, Romênia e Hungria. Lander estava em Viena para o Dia da Vitória na Europa. Ela permaneceu com a equipe editorial na Romênia ocupada pelos soviéticos até 1948. Mais de 1500 de suas fotografias foram publicadas em jornais na década de 1940, mostrando tanto a vida cotidiana quanto as batalhas na linha de frente em toda a Iugoslávia, Romênia e Hungria. Ela também documentou o retorno dos soldados e a reconstrução no final da guerra.

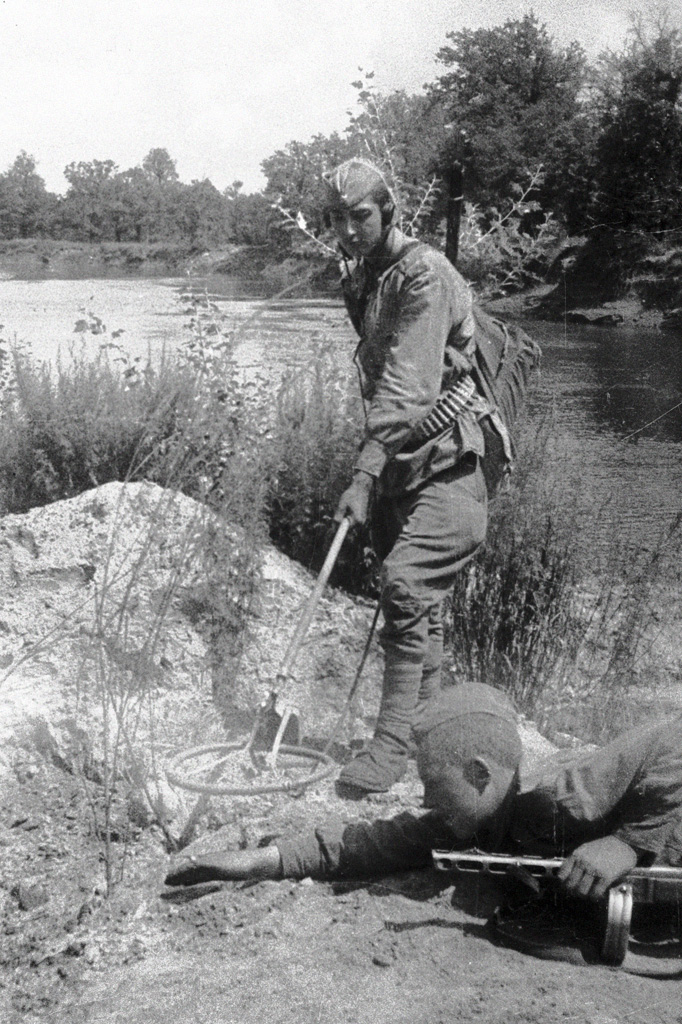
Engenheiros soviéticos desarmam dispositivos explosivos durante a Grande Guerra Patriótica (Segunda Guerra Mundial), fotografia de Olga Lander, 1943

Durante a guerra, Lander utilizava uma câmera FED, uma cópia soviética da câmera Leica da Alemanha. A câmera de Lander tinha uma distância focal fixa de 50 mm, o que significava que ela não podia aproximar-se de seus assuntos. Para tirar fotografias, ela precisava estar próxima da ação, apesar dos perigos que isso representava durante a guerra. A câmera de formato pequeno produzia negativos de qualidade inferior aos de uma câmera de grande formato, mas permitia que ela se movimentasse rapidamente e alcançasse uma imediatidade em suas fotografias. Desenvolver as fotografias que ela tirava era um desafio constante, exigindo que ela improvisasse continuamente. Em suas memórias, ela escreveu: "Eu não tinha um laboratório fotográfico. Onde quer que eu fosse, tinha que construir um. Nas aldeias, eu usava armários...nas cidades, procurava cantos escuros nos porões."
Após ser dispensada do exército, Lander retornou a Moscou, onde trabalhou no departamento de fotografia da Exposição das Conquistas da Economia Nacional (VDNH). Eventualmente, Lander começou a trabalhar como fotógrafa para o jornal Sovetskaya Rossiya, que foi publicado pela primeira vez em 1956. Permaneceu lá até sua aposentadoria em 1974.
Lander foi uma das nove fotojornalistas mulheres baseadas em Moscou perfiladas em um artigo no Sovetskoe Foto em 1974. Seu trabalho foi incluído na Antologia da Fotografia Soviética, 1941–1945 (1987). Lander publicou uma memória de sua vida, Frontovymi dorogami, em 1986. Ela faleceu em 1996.

## Prêmios e Honras
Durante a guerra, Lander alcançou o posto de tenente. Ela recebeu as seguintes medalhas por seu trabalho fotográfico.
- Ordem da Estrela Vermelha[6]
- Ordem da Guerra Patriótica, 2ª Classe[6]

## Coleções e Exposições
Mais de 3000 negativos de guerra de Lander estão guardados em arquivos, incluindo o Museu Histórico Estatal e o Museu Central das Forças Armadas Russas em Moscou, o Arquivo de Filmes e Fotos do Estado Russo em Krasnogorsk, Oblast de Moscou.
Exibições focadas ou que incluíram seu trabalho incluem:
- 2006, Quebrando o Quadro: Mulheres Pioneiras no Fotojornalismo, Museu de Artes Fotográficas, Parque Balboa, San Diego[20]
- 2011, Através dos Olhos Judeus Soviéticos, Museu de Arte da Universidade do Colorado Boulder
- 2013, Fotografia Soviética, Museu Estadual Russo e Centro de Exposições de Fotografia, São Petersburgo[21]
- 2017, Olga Lander. A Realidade Suplementada da Guerra, Museu de Uniformes Militares, Moscou[6][22]
- 2017–2018, Tempos de Guerra e Aventura, Mulheres Fotojornalistas na Europa 1914 – 1945 / Kriegsalltag und Abenteuerlust, Kriegsfotografinnen in Europa 1914–1945, Das Verborgene Museum[23]
- 2018, Olga Lander – Fotógrafa de Guerra Soviética na Segunda Guerra Mundial, Deutsch-russisches Museum, Karlshorst[2]
- 2021, Yevgeny Khaldei. O Fotógrafo da Libertação (Jewgenij Chaldej Der Fotograf der Befreiung), Museu Judaico de Viena (também inclui fotografias de Olga Lander)[24]
- 2021, Comunismo Através da Lente: Vida Cotidiana Capturada por Fotógrafas na Coleção Dodge, Coleção Norton e Nancy Dodge de Arte Não-Conformista da União Soviética, Museu de Arte Zimmerli, Universidade Rutgers[25]